# کارلو بیاجی
کارلو بیاجی (به ایتالیایی: Carlo Biagi) بازیکن فوتبال و اهل ایتالیا است که از سال ۱۹۳۶ میلادی عضو تیم ملی فوتبال ایتالیا بوده و در ۴ بازی ملی حضور داشته‌است. او در بازی‌های ملی‌اش ۴ گل به ثمر رساند.
کارلو بیاجی آخرین بازی ملی خود را در سال ۱۹۳۶ میلادی انجام داد.